# Giedo van der Garde
Giedo van der Garde (Rhenen, Nizozemska, 25. travnja 1985.) je nizozemski vozač automobilističkih utrka. Godine 2008. osvojio je naslov u Formuli Renault 3.5, a 2016. naslov u European Le Mans Series prvenstvu u klasi LMP2, zajedno sa suvozačima Simonom Dolanom i Harryjem Tincknellom za momčad G-Drive Racing. U Formuli 1 je nastupao 2013. za Caterham, a najbolji rezultat mu je 14. mjesto na Velikoj nagradi Mađarske.

## Vanjske poveznice
- Giedo van der Garde.com - Official website
- Giedo van der Garde - Driver Database
- Giedo van der Garde - Stats F1
- Giedo van der Garde - Racing Sport Cars